# ハンデックス
株式会社ハンデックス（英:HandEx Co., Ltd.）は、仙台市宮城野区に本社をおく人材派遣、紹介予定派遣、業務請負事業などを行う建設系人材サービス会社。

## 概要
チョウエイハンズの完全子会社となる労働者派遣事業者として、2002年に設立。東日本を中心とした展開をしており、古物商などの認可を取得している。
FedExとロゴが類似しているが、関連性はない。

## 沿革
- 2002年6月27日 株式会社ハンデックスとして設立。
- 2003年1月 一般建設業許可取得
- 2003年4月 一般労働者派遣業許可取得
- 2005年1月 株式会社ハンズグループ（持株会社）を設立し、旧親会社である株式会社チョウエイハンズが資本上兄弟会社となる。
- 2006年10月 東京本社開設

1. 1 2  株式会社ハンデックス 第20期決算公告